# BreadTube
BreadTube ou LeftTube é um grupo flexível e informal de criadores de conteúdo online da comunidade da Internet, principalmente ocidental, que criam conteúdo de vídeo, muitas vezes ensaios em vídeo ("video essays") e transmissões ao vivo de perspectivas socialistas, comunistas, anarquistas e outras de esquerda. Os criadores do BreadTube geralmente postam vídeos no YouTube que são discutidos em outras plataformas online, como o Reddit. Alguns BreadTubers também transmitem ao vivo na Twitch.
Os criadores do BreadTube são conhecidos por participar de uma forma de "sequestro algorítmico". Eles optam por se concentrar nos mesmos tópicos discutidos por criadores de conteúdo com política de direita. Isso permite que seus vídeos sejam recomendados para o mesmo público que consome vídeos de direita ou de extrema-direita, e, assim, expõem um público mais amplo às suas perspectivas. Muitos criadores de conteúdo do BreadTube são financiados por financiamento coletivo ("crowdfunding"), e os canais geralmente servem como introdução à política de esquerda para jovens espectadores.
Os criadores de conteúdo se alinham com tipos de governo coletivos, se opondo à extrema-direita e a direita alternativa. As brigas são comuns dentro da comunidade do breadtube. O motivo seria que o grande espectro de crenças dentro da comunidade, que varia da social democracia ao maoísmo.

## Origem
O termo BreadTube vem do livro A Conquista do Pão ("The Conquest of Bread" em inglês), de Piotr Kropotkin, um livro que explica como alcançar o anarcocomunismo e como uma sociedade anarcocomunista funcionaria.
O fenômeno BreadTube em si não tem uma origem clara, embora muitos canais BreadTube tenham começado em um esforço para combater os conteúdos "anti-guerreiros da justiça social" ("anti-SJW", com SJW sendo acrônimo para social justice warrior) e da alt-right, que ganhou força em meados da década de 2010. Em 2018, esses canais individuais formaram uma comunidade interconectada. Dois proeminentes BreadTubers foram Lindsay Ellis, que deixou o Channel Awesome em 2015 para iniciar seu próprio canal em resposta à controvérsia do Gamergate, e Natalie Wynn, que iniciou seu canal ContraPoints em 2016 em resposta ao domínio online da alt-right daquela época. De acordo com Wynn, as origens do BreadTube, da alt-right, da manosfera e dos incels podem ser rastreadas até o Novo Ateísmo.

## Formato
Os vídeos do BreadTube geralmente têm um alto valor de produção, incorporando elementos teatrais e durando mais do que os vídeos típicos do YouTube. Muitas são respostas diretas aos pontos de discussão da direita. Enquanto os vídeos de criadores de direita são muitas vezes antagônicos em relação a seus oponentes políticos, os BreadTubers procuram analisar e entender os argumentos de seus oponentes, muitas vezes empregando subversão, humor e "sedução". Muitos visam atrair um público amplo, atingindo pessoas que ainda não possuem pontos de vista de esquerda em vez de "pregar para o coro". Os vídeos geralmente não terminam com uma conclusão sólida, em vez disso, incentivam os espectadores a tirar suas próprias conclusões a partir do material referenciado. Como os canais BreadTube frequentemente citam textos de esquerda e socialistas para informar seus argumentos, isso pode funcionar como uma introdução ao pensamento de esquerda para seus telespectadores.

## Canais notáveis
O conteúdo do BreadTube originalmente estava em inglês e a maioria dos BreadTubers vem dos Estados Unidos ou do Reino Unido. O termo é informal e muitas vezes contestado, pois não há critérios acordados para inclusão. Segundo o The New Republic, em 2019, as cinco pessoas mais citadas como exemplos são Natalie Wynn (ContraPoints), Lindsay Ellis, Harry Brewis (Hbomberguy), Philosophy Tube e Shaun, enquanto Kat Blaque e Anita Sarkeesian são citadas como influências significativas. Ian Danskin (também conhecido como Innuendo Studios), HasanAbi, Vaush, e Destiny também foram descritos como parte do BreadTube. Porém, Ellis, Shaun e Wynn negam fazer parte do movimento.
No Brasil, em 2018 diversos youtubers de direita tornaram-se populares e influentes nas eleições daquele ano, quando o candidato de extrema-direita Jair Bolsonaro venceu. Algumas dessas pessoas são Olavo de Carvalho (Mídia Sem Máscara), Nando Moura e Bernardo Küster. Como reação, foram criados diversos canais de esquerda, e outros preexistentes ganharam mais relevância. Entre eles estão Pirula, Clayson Felizola, Felipe Neto, Henry Bugalho, Sabrina Fernandes (Teze Onze), Carlito Neto (O Historiador), Cauê Moura, PC Siqueira, Samuel Borelli, Galãs Feios, Meteoro Brasil, Saia da Matrix, Tiago Santineli, Eduardo Moreira (Instituto Conhecimento Liberta), Plantão Brasil, Tiago Pavinatto, Jones Manoel, Laura Sabino, Humberto Matos, Dimitra Vulcana (Doutora Drag), John Mateus, Lucas Machado, Thiago Torres (Chavoso da USP), Roju Soares, Rebecca Gaia, Zamiliano Frossard (Revolushow), Inteligência Ltda., Senhorita Bira, Thiago Guimarães (Ora Thiago), Rita von Hunty e a Soberana TV. Alguns membros da Soberana TV são João Carvalho e Ian Neves.

## Financiamento
Muitos BreadTubers são financiados principalmente por doações mensais no Patreon e recusam receitas de publicidade e patrocínios. Como não dependem dessa renda, os BreadTubers têm mais liberdade para produzir conteúdo crítico.

## Recepção
De acordo com o The Conversation, em 2021, os criadores de conteúdo do BreadTube "recebem dezenas de milhões de visualizações por mês e têm sido cada vez mais referenciados na mídia e na academia como um estudo de caso em desradicalização política". De acordo com o The Independent, "comentaristas [do BreadTube] têm tentado, com bastante sucesso, intervir na narrativa de recrutamento de direita - tirando os espectadores da "toca do coelho" ("rabbit-hole"), ou, pelo menos, mudando-os para uma nova".
Kat Blaque, um um breadtuber, criticou a falta de criadores de conteúdo negros, e argumenta que eles são marginalziados pelo BreadTube. Já Kyle Kulinski argumentou que as brigas internas do BreadTube deixaram a comunidade de esquerda "politicamente impotente e ineficiente".
Beatrice Steele do The Oxford Student criticou o BreadTube por ser "marginal demais para fazer a diferença no mundo real, apesar das personalidades carismáticas e ensaios em vídeo populares" por não "ter o alcance intergeracional de canais como a Fox News, ou a capacidade do Daily Wire de conseguir reações no Facebook". Steele também argumentou que "falta potencial incinerário e cinicismo" no BreadTube.